# Hala Morskie Oko

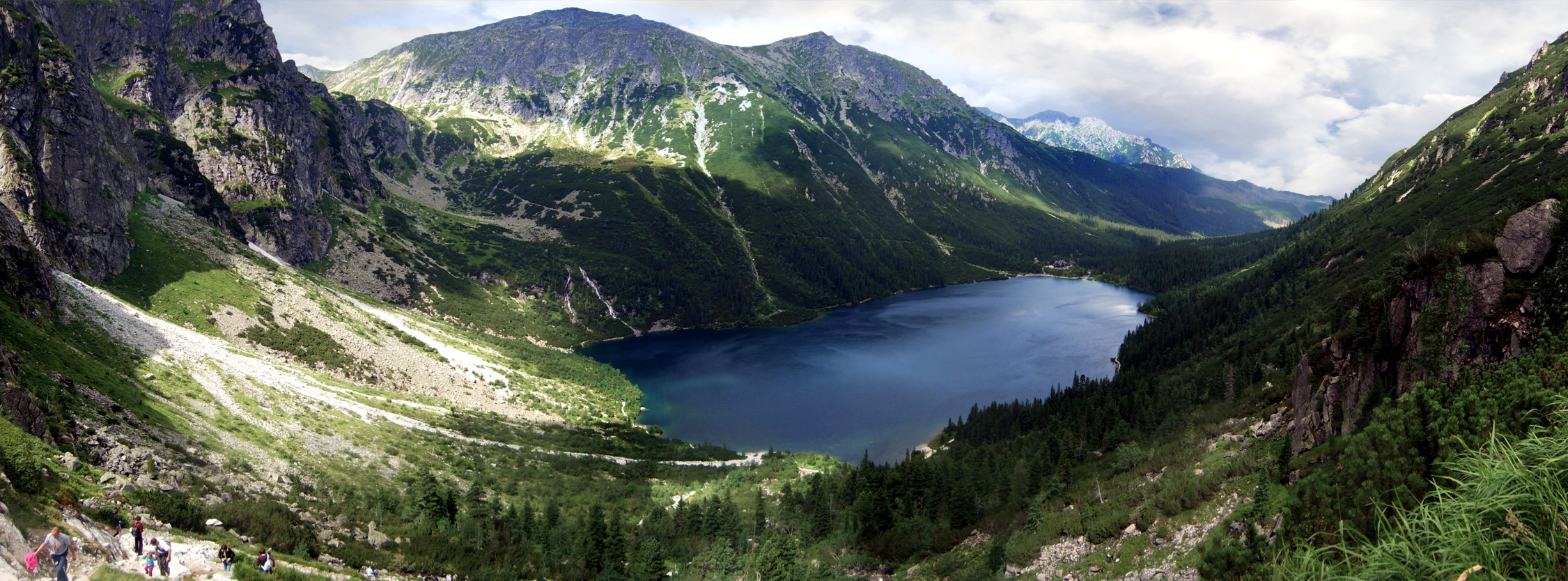
Tereny dawnej hali Morskie Oko

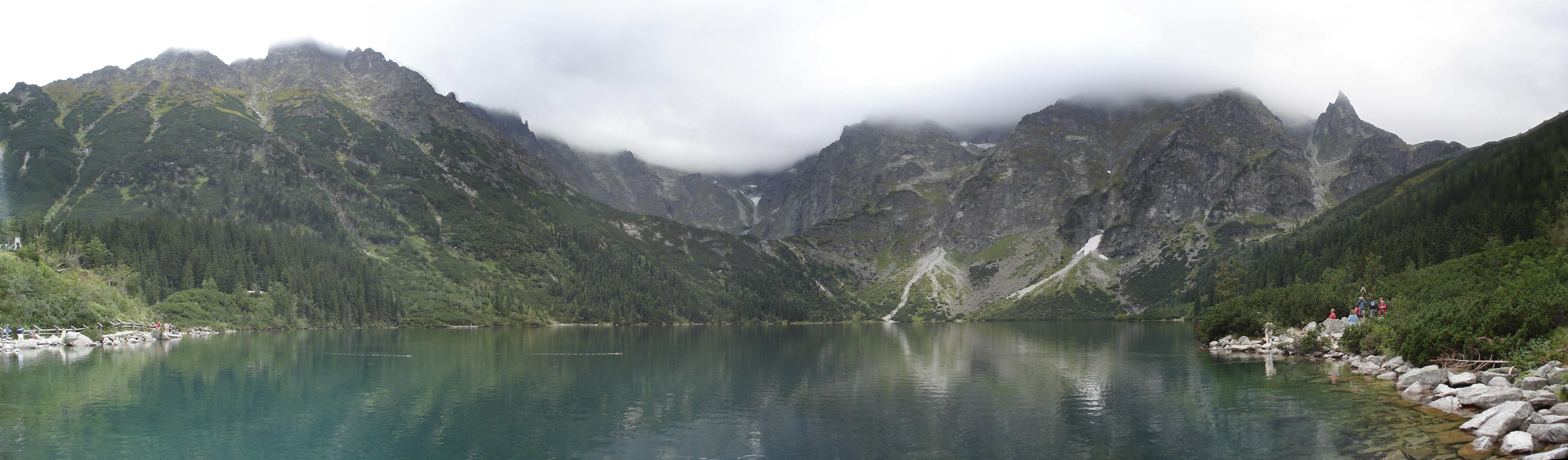
Tereny dawnej hali Morskie Oko

Hala Morskie Oko – dawna hala pasterska w polskich Tatrach Wysokich. Należała do niej Hala za Mnichem i Szałasiska. Obejmowała górną część Doliny Rybiego Potoku, tereny wokół Morskiego Oka i Dolinę za Mnichem. Zabudowania pasterskie stały na śródleśnej płaśni Szałasiska. W Dolinie za Mnichem znajdował się w głazach zbudowany z kamieni szałas o rozmiarach 2,6 × 3 m. W 1960 r. łączna powierzchnia hali wynosiła 704,39 ha, w tym halizny stanowiły tylko 41 ha, reszta to nieużytki (527,86 ha), kosodrzewina (80 ha) i las (55,53 ha). Wypas w przeliczeniu na owce wynosił 131 sztuk. Z pasterskiego punktu widzenia wartość użytkowa tej hali była znikoma, gdyż w większości są to obszary wysokogórskie. Wypas powodował zaś tutaj ogromne szkody, ponieważ są to tereny o dużej wartości przyrodniczej. W lasach występuje limba, na skałach obficie roślinność alpejska. Żyją też tutaj duże ssaki: kozice, świstaki, jelenie, rejon penetrują niedźwiedzie. Od wieków wypasali na tej hali Murzańscy, ostatnim wypasającym był baca Jan Murzański z Gronia. Wiosną, zanim na tej wysokogórskiej hali zazieleniła się trawa, wypasał przejściowo na Hali Jaworzyna Rusinowa.
Znaczenie przyrodnicze tej hali doceniano już dawno. Wykup hali z rąk licznych jej właścicieli zapoczątkowany został przez Towarzystwo Tatrzańskie już w 1889 r., zakończony został przez Tatrzański Park Narodowy w 1963 r. Po zniesieniu pasterstwa tej hali jej nazwa jest już historyczna, znacznie zaś poprawiły się warunki bytowania roślin i zwierząt w tym rejonie. Jest on obecnie jednym z głównych w Tatrach miejsc występowania dużych ssaków.

## Szlaki turystyczne
– czerwony z Toporowej Cyrhli przez Psią Trawkę, Rówień Waksmundzką, dalej Doliną Rybiego Potoku wzdłuż szosy nad Morskie Oko i obok Czarnego Stawu na Rysy.
- Czas przejścia od Wodogrzmotów Mickiewicza do schroniska nad Morskim Okiem: 1:30 h, ↓ 1:15 h
- Czas przejścia od schroniska do Czarnego Stawu: 50 min, ↓ 40 min
- Czas przejścia od schroniska na Rysy: 3:50 h, ↓ 3:10 h

 – asfaltowa szosa z parkingu na polanie Palenica Białczańska (niedostępna dla samochodów), łącząca się z czerwonym szlakiem przed Wodogrzmotami Mickiewicza. Czas przejścia z Palenicy nad Morskie Oko: 2:20 h, ↓ 1:55 h
 – czerwony dookoła Morskiego Oka. Czas przejścia: 50 min
 – niebieski znad Morskiego Oka przez Świstówkę Roztocką do schroniska PTTK w Dolinie Pięciu Stawów Polskich. Czas przejścia: 2 h, w drugą stronę 1:40 h
 – żółty znad Morskiego Oka na Szpiglasową Przełęcz („Ceprostrada”). Czas przejścia: 2:15 h, ↓ 1:40 h
 – czerwony od szlaku żółtego na Wrota Chałubińskiego. Czas przejścia: 1 h, ↓ 45 min